# 2-й проезд Перова Поля
Второ́й прое́зд Перо́ва По́ля — проезд, расположенный в Восточном административном округе города Москвы на территории района Перово.

## История
Проезд был образован и получил своё название 8 мая 1950 года при застройке полей, прилегавших к бывшему подмосковному городу Перово, в 1960 году вошедшему в состав Москвы.

## Расположение
2-й проезд Перова Поля проходит от улицы Плеханова на северо-восток до 3-го проезда Перова Поля, с юго-востока к нему примыкает 1-й проезд Перова Поля. Нумерация домов начинается от 3-го проезда Перова Поля.

## Примечательные здания и сооружения

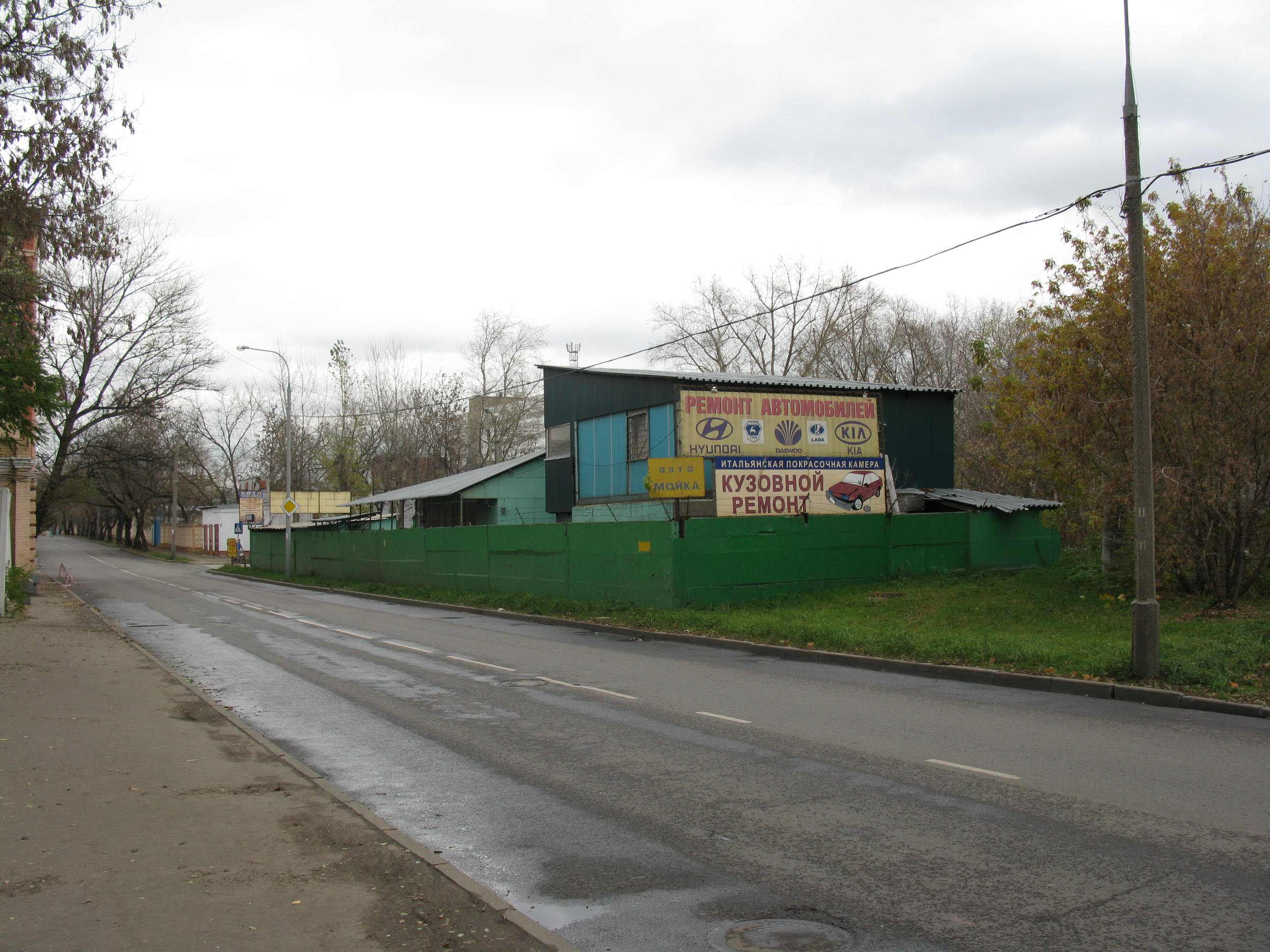
Вид на автосервис и гаражный кооператив на 2-м проезде Перова Поля

По нечётной стороне:
По чётной стороне:

## Транспорт

### Наземный транспорт
По 2-му проезду Перова Поля не проходят маршруты наземного общественного транспорта. У юго-западного конца проезда, на улице Плеханова, расположена остановка «Железнодорожный переезд» автобусов № 46, 254.

### Метро
- Станция метро «Перово» Калининской линии — юго-восточнее проезда, на Зелёном проспекте
- Станция метро «Шоссе Энтузиастов» Калининской линии — северо-западнее проезда, на шоссе Энтузиастов

### Железнодорожный транспорт
- Станция МЦК «Шоссе Энтузиастов» — северо-западнее проезда, на шоссе Энтузиастов